# Foglia di banana

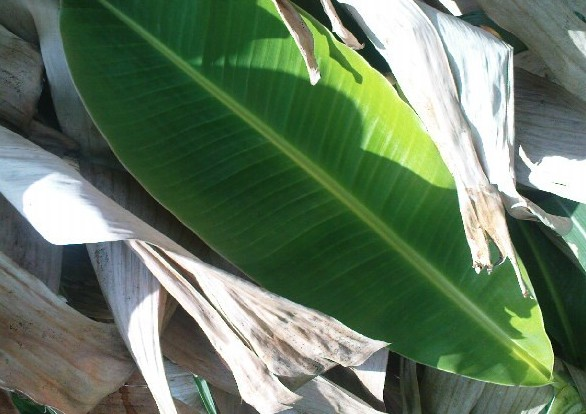
Foglia di banano

La foglia di banana o foglia di banano è la foglia della pianta di banano. Essendo molto grandi, flessibili e impermeabili, le foglie di banana trovano molte applicazioni in cucina, vengono usate per rivestire i tetti delle costruzioni di piccole dimensioni, fungono da elemento decorativo e sono parte integrante delle cerimonie nell'India meridionale e nel sud-est asiatico.

## Utilizzi

### In cucina

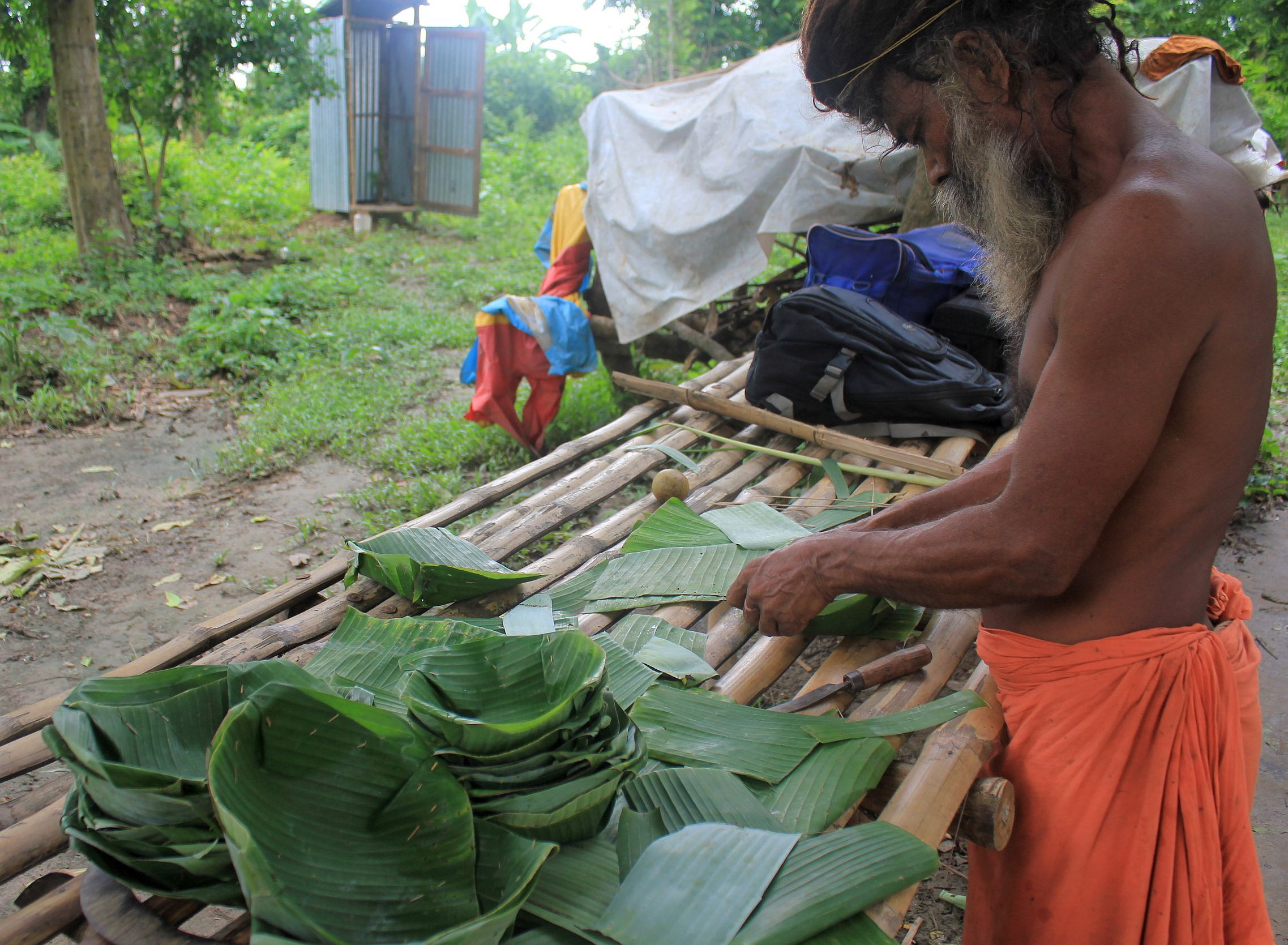
Preparazione di piatti ricavati da foglie di banane

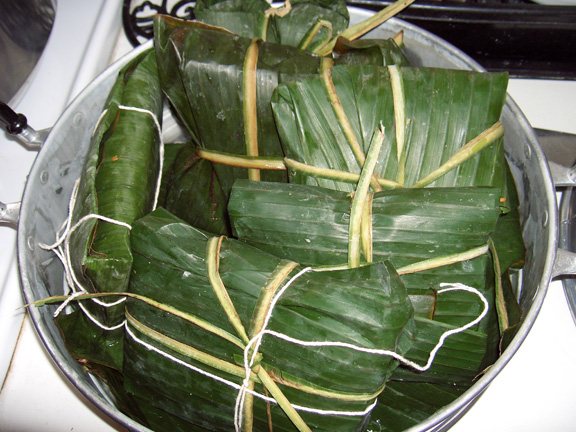
Il nacatamal, che è tipico del Nicaragua, si prepara avvolgendo del mais e altri ingredienti nelle foglie del banano prima di essere cotto.

Benché non edibili, le foglie delle banane vengono usate a mo' di piatto e, quando vengono usate per avvolgere le pietanze, servono a conferire ad esse un sapore leggermente dolce, impedire ai succhi degli alimenti di fuoriuscire nel corso della cottura e impedire ad essi di bruciare.
Nel Tamil Nadu (India) le foglie essiccate (in lingua tamil வ ழ ச சர க, vaazhai-ch-charugu) vengono utilizzate come materiale per imballare i prodotti alimentari e trasformate in tazze. Nell'India meridionale, nelle Filippine e in Cambogia le foglie del banano servono a preparare alcune fritture. Tra le molte preparazioni diffuse in Asia in cui sono contemplate le foglie delle banane vi sono diversi kue indonesiani, i suman filippini e i chả lụa vietnamiti.
Le foglie di banana vengono anche adottate per preparare diverse pietanze in varie cucine delle Americhe come quella nicaraguense (Vigorón, nacatamal), quella portoricana (pasteles) e quella colombiana (bollo).

### Nei riti e nelle cerimonie

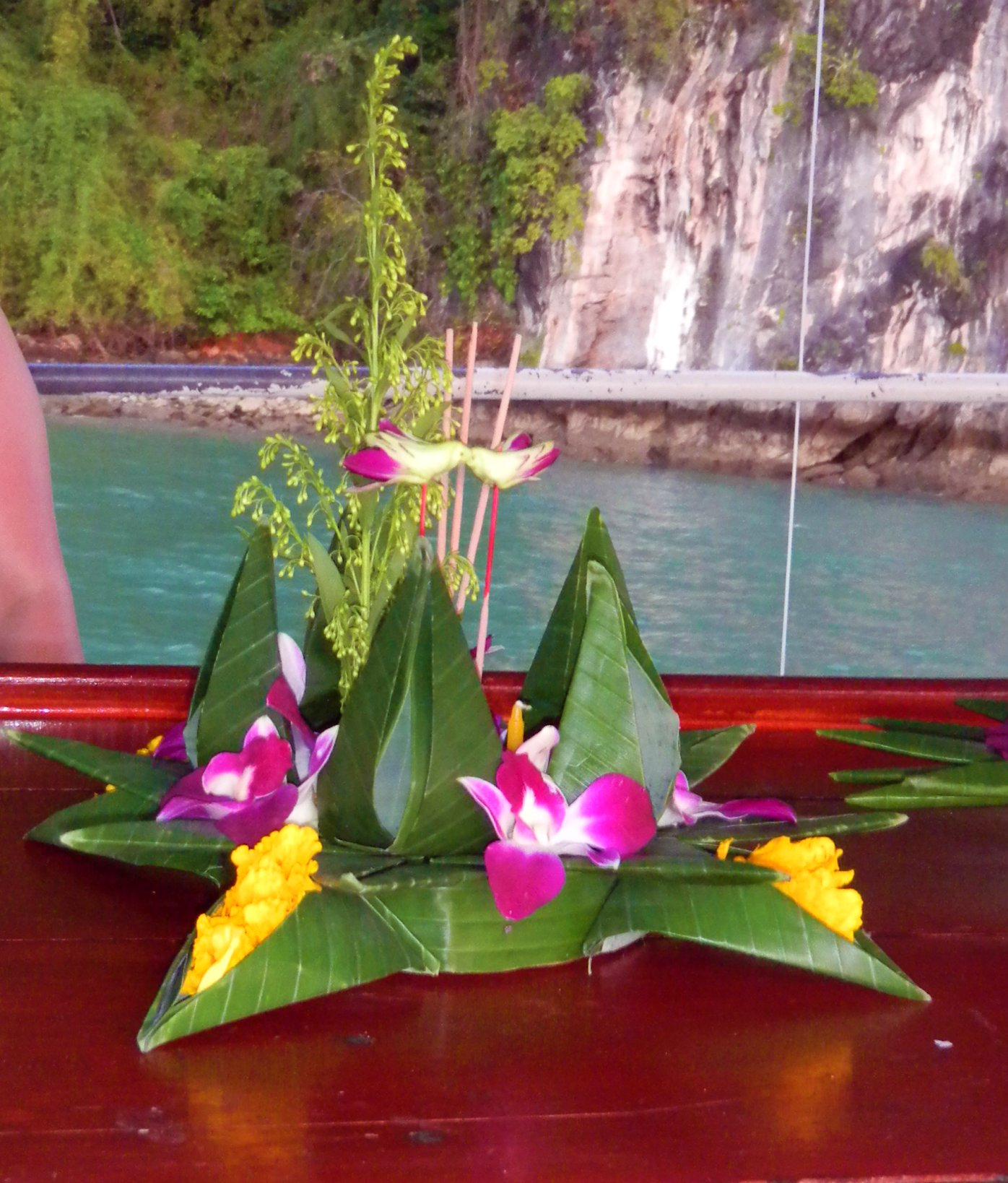
Alcuni krathong

In vari contesti dell'Asia, le foglie delle banane vengono usate dagli induisti e i buddisti come parte integrante delle loro cerimonie. Gli indù balinesi adoperano le foglie come recipienti per contenere delle offerte floreali (canang) destinate alle divinità (Hyang). Le offerte vengono poi collocate in vari punti intorno alle abitazioni.
Nell'Alto Myanmar si creano degli elaborati offertori composti da più livelli di foglie di banana sovrapposti che prendono il nome di phetsein kundaung. In Thailandia la foglia di banana viene utilizzata per creare una ciotola delle offerte chiamata krathong e che riveste particolare importanza durante il festival Loy Krathong, il giorno di luna piena del dodicesimo mese lunare. Nel corso della celebrazione, fatta per rendere omaggio alla Madre dell'Acqua Phra Mae Kong Kha, viene fatto galleggiare un krathong su uno specchio d'acqua. Vi sono ricorrenze simili in altri Paesi dell'Asia come Myanmar, Laos, Cambogia, India e Cina. Krathong significa "vaso a forma di loto", e in esso sono collocati fiori con bastoni di incenso e una candela al centro. Durante il Loy Krathong, le persone posano i krathong sulle rive di un fiume. Dopo aver acceso le candele e tre bastoncini d'incenso e aver espresso un desiderio, mettono i loro krathong sull'acqua lasciando che la corrente li trasporti via. Gli uomini credevano che i krathong avrebbero trasportato con loro la malvagità e la sfortuna di chi li poneva in acqua e garantito loro la felicità. Si usano le foglie delle banane per creare i krathong in quanto sono in materiale organico che si decompone facilmente a contatto con l'acqua.

### Come superficie di scrittura
In passato le foglie delle banane erano usate come piano di scrittura in molti territori del sud e del sud-est asiatico e si pensa che le superfici delle foglie avessero influenzato le lettere degli alfabeti delle scritture brahmi quali l'odia, il singalese, il birmano, il baybayin e il giavanese: adottando un sistema di scrittura con angoli acuti e linee rette che percorrono le vene delle foglie oppure uno strumento di scrittura appuntito avrebbe aumentato le probabilità di forare e rovinare la foglia. Pertanto tali alfabeti presentano caratteri arrotondati o con linee rette solo in direzione verticale o diagonale.
Le nervature delle foglie fungevano da linee divisorie. Si ritiene che ciò abbia influito così tanto sugli indecifrati caratteri della scrittura rongorongo dell'Isola di Pasqua che le tavolette di legno rinvenute sul luogo sarebbero state realizzate imitando la superficie di una foglia di banana.

### In chimica
Le foglie contengono l'apiina, che viene utilizzata per creare prodotti a base di nanoparticelle.